# Église Saint-Émilien de Saint-Émilien-de-Blain
L'église Saint-Émilien est un édifice religieux catholique situé à Blain dans le département de la Loire-Atlantique en France.

## Description
L'église est située au centre de Saint-Émilien-de-Blain, un hameau à 5 km du bourg de Blain et ancienne commune. Il s'agit d'un édifice à plan cruciforme, une nef traversée par un transept ; l'église est munie d'un clocher-porche. Elle est orientée nord-sud.
L'église est dédiée à Émilien de Nantes, évêque de Nantes au VIIIe siècle.

## Historique
Suivant l'exemple de la commune voisine de Saint-Omer-de-Blain qui édifie l'église Saint-Omer vers le milieu du XIXe siècle, une pétition circule en 1856 pour demander la construction d'une nouvelle église dans le village de Saint-Émilien et une souscription est lancée. La construction est confiée à l'architecte Liberge, père ; la nouvelle église est inaugurée en 1861 et la nouvelle paroisse de Saint-Emilien est créée avec près de 800 paroissiens.
L'église Saint-Émilien est la seule de la commune à n'avoir subi aucun dommage pendant la Seconde Guerre mondiale, la commune se retrouvant proche de la ligne de front de la poche de Saint-Nazaire.